# Нитхаммер, Гюнтер
Гюнтер Нитхаммер (28 сентября 1908 — 14 января 1974) — немецкий орнитолог и нацист. Служил в рядах Ваффен-СС, в том числе некоторое время в концентрационном лагере Аушвиц.

## Биография

### Ранние годы
Гюнтер был восьмым сыном производителя бумаги и политика Конрада Нитхаммера. Изучал зоологию в Тюбингене, затем переехал в Лейпциг и работал там. С 1937 служил куратором в Музее Кёниг в Бонне. Итогом этой работы стал вышедший в трёх томах с 1937 по 1942 год монументальный труд Handbuch der Deutschen Vogelkunde.
В 1937 Нитхаммер вступил в НСДАП.

### Военные годы
В начале 1940 года Гюнтер, имевший лицензию пилота, был волонтером в Люфтваффе. Но из-за его возраста, от услуг Нитхаммера отказались. Он попытался вступить в Вермахт — с тем же результатом. В мае 1940 года Нитхаммер вступил в СС. Сначала его отправили в Ораниенбург, а вскоре после этого в концентрационный лагерь Освенцим.
В Аушвице Гюнтер охранял главные ворота. Затем, попросив коменданта лагеря Рудольфа Хёсса о другой работе, с марта 1941 года начал нести «специальную орнитологическую службу». Он начал изучать орнитофауну окрестностей лагеря, а также охотиться на уток вместе с Хёссом и сыном Клаусом. Препарировать помогал заключённый по фамилии Грембочки.
С конца 1941 Нитхаммер стал зоологом в Департаменте науки Вермахта. Он участвовал в деятельности Аненербе, пытаясь найти подтверждения расовым теориям нацистов. Затем последовал перевод в «подразделение К», которым руководил Эрнст Шефер. С 1944 года оберштурмфюрер. В конце апреля-начале мая 1945 участвовал в военных действиях. Бежал, переодевшись в гражданскую одежду.

### Поздние годы
В начале февраля 1946 Нитхаммер сдался британцам в Бонне и был арестован. Получил восемь лет, срок заключения затем был сокращён до трёх. Отбывал наказание в тюрьме Мокотув в Варшаве. В ноябре 1949 освобождён.
Возглавлял департамент орнитологии Музея Кёниг, в 1951 стал профессором. В 1973 вышел на пенсию и поселился в Бонне.
С 1962 по 1972 был редактором Journal fur Ornithologie.
Скончался во время охоты. Причиной смерти стали проблемы с сердцем.

## Семья
Был женат на Рут. Один из их четырёх сыновей стал известным маммологом.

## В культуре
В 2008 Арно Сурмински опубликовал роман Die Vogelwelt von Auschwitz, основанный на работе Нитхаммера в Освенциме.

## Память
В честь Нитхаммера был назван ряд подвидов птиц, а также род бабочек Niethammeriodes.